# Enchophyllum
Enchophyllum ist eine Gattung der Buckelzirpen von der 11 Arten bekannt sind. Die Arten sind fast alle in Südamerika verbreitet, die meisten (neun) Arten kommen in Brasilien vor, vier Arten leben in Panama, eine Art kommt auch in Mexiko (E. cruentatum) vor, und eine weitere Art ist von der Karibischen Insel St. Vincent beschrieben (E. rileyi).
Die Enchophyllum Zikaden sind teils recht große und auffällige Arten. Das Pronotum hat gewöhnlich vorne einen etwas gebogenen vorderen Fortsatz, der seitlich eine Leiste trägt. Die Grundfarbe ist schwarz oder braun, mit drei bis fünf, weißen, gelben oder roten Flecken. Der Kopf ist in etwa quadratisch. Die Vorderflügel sind meist opak. Die Vorderbeine sind flach. Die Weibchen sind ca. 8 bis 17 mm lang, die Männchen 7 bis 13 mm.
Die Gattung ist nahe verwandt mit den Gattungen Membracis und Phyllotropis und sieht auch ähnlich aus.   
Die Arten der Gattung Enchophyllum kommen vor allem in tropischen und subtropischen Biotopen vor, von Seehöhe (auf Mangroven) bis in 1.000 m Höhe, sie leben meist in Gruppen. Die Weibchen legen ihre Eier auf Pflanzengewebe und bedecken sie mit einer wachsartigen Substanz. Manche Arten kommen gemeinsam mit Ameisen vor. E. lanceolatum gilt als Schädling auf Straucherbse.